# 나라 국립박물관

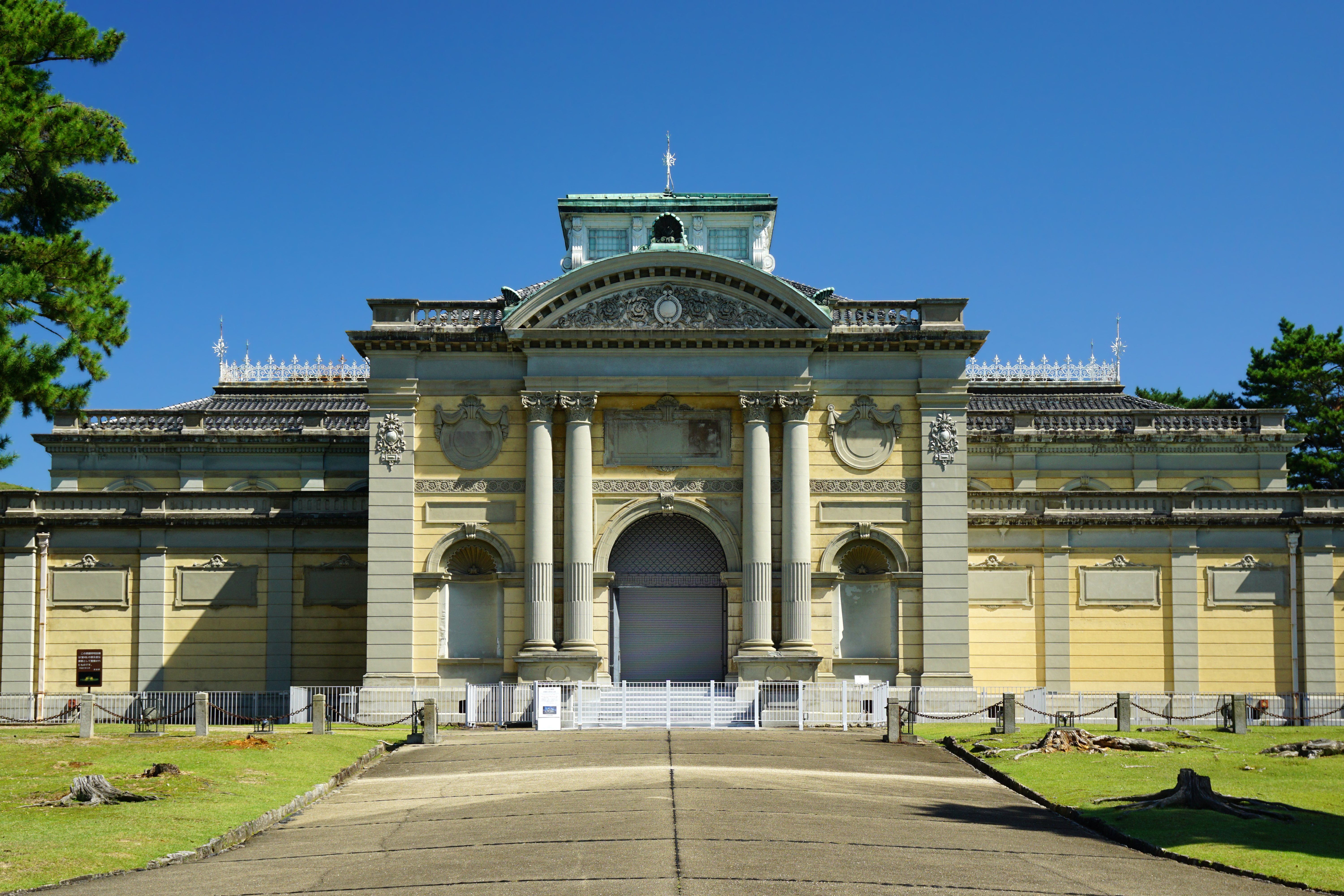
나라 국립박물관

나라 국립박물관(일본어: 奈良国立博物館 나라코쿠리쓰하쿠부쓰칸[*])은 일본 나라현 나라시에 있는 박물관이다. 르네상스 양식의 건물로 지어졌으며, 본관에는 일본의 역사적 유물들과 각 시대의 불상들을, 신과에는 회화, 서적 등 불교 관련 유물들이 전시하고 있다. 나라 공원과 인접해 있다.

## 같이 보기
- 일본 문화청